# Noisecontrollers
Noisecontrollers is een hardstylegroep uit Veenendaal die in 2005 door Bas Oskam en Arjan Terpstra opgericht is. Ze kregen in 2009 bekendheid met Ctrl.Alt.Delete, het In Qontrol anthem van 2009. Verder hebben de Noisecontrollers ook het anthem gemaakt voor Bassleader in 2008, het Decibel anthem van 2010, het Defqon.1 anthem van 2011, in samenwerking met Wildstylez en Headhunterz het Defqon.1 anthem van 2012 gemaakt, in samenwerking met Alpha Twins het Decibel anthem van 2013 en in samenwerking met Bass Modulators het Decibel anthem van 2017.
Ze brengen hun werken uit via Digital Age, een label dat ze zelf hebben opgericht samen met Joram Metekohy, beter bekend als Wildstylez. De Noisecontrollers hebben gedraaid op veel feesten, waaronder Qlimax, Defqon.1, Decibel, In Qontrol en Hard Bass.
Oskam en Terpstra produceren ook onder andere pseudoniemen:
- Bas Oskam: Pavelow (Dubstyle) en SMD (Hardstyle)
- Arjan Terpstra: Killer Clown (Hardstyle) en Bloqshot (Dubstep)

Op 20 november 2013 werd bekend dat Bas Oskam na het hardstyle-evenement Qlimax (23 november 2013) alleen verdergaat als Noisecontrollers. Arjan Terpstra ging zich op andere muziekstijlen richten en produceert sinds 2015 onder de naam Bloqshot.
Op 31 mei 2015 bracht hij zijn album All Night Long uit, dit was een verzameling van al zijn studiomaterialen sinds 2013.

## Discografie

### Albums
| Album met eventuele hitnotering(en) in de Nederlandse Album Top 100 | Datum van verschijnen | Datum van binnenkomst | Hoogste positie | Aantal weken | Opmerkingen |
| ------------------------------------------------------------------- | --------------------- | --------------------- | --------------- | ------------ | ----------- |
| E=nc² - The science of hardstyle                                    | 02-03-2012            | 10-03-2012            | 60              | 2            |             |
| All Around                                                          | 14-03-2014            |                       |                 |              |             |
| All Night Long                                                      | 22-04-2015            |                       |                 |              |             |
| Noisecontrollers 10years                                            | 12-12-2015            |                       |                 |              |             |

### Singles
| Single met eventuele hitnotering(en) in de Nederlandse Top 40 | Datum van verschijnen | Datum van binnenkomst | Hoogste positie | Aantal weken | Opmerkingen                                                |
| ------------------------------------------------------------- | --------------------- | --------------------- | --------------- | ------------ | ---------------------------------------------------------- |
| World of Madness (Defqon.1 2012 Anthem)                       | 2012                  | -                     |                 |              | met Headhunterz & Wildstylez / Nr. 98 in de Single Top 100 |
| Get Loose (Tiësto remix)                                      | 2013                  | 27-07-2013            | 24              | 8            | met Showtek / Nr. 32 in de Single Top 100                  |